# Градски стадион Луке (Мркоњић Град)
Градски стадион Луке је вишенаменски стадион у Мркоњић Граду у Републици Српској.
Стадион се користи за фудбалске мечеве и као домаћи терен ФК Слобода Мркоњић Град, који игра у Другу лигу Републике Српске. Капацитет места стадиона је 2.000.